# 가스가산 원시림

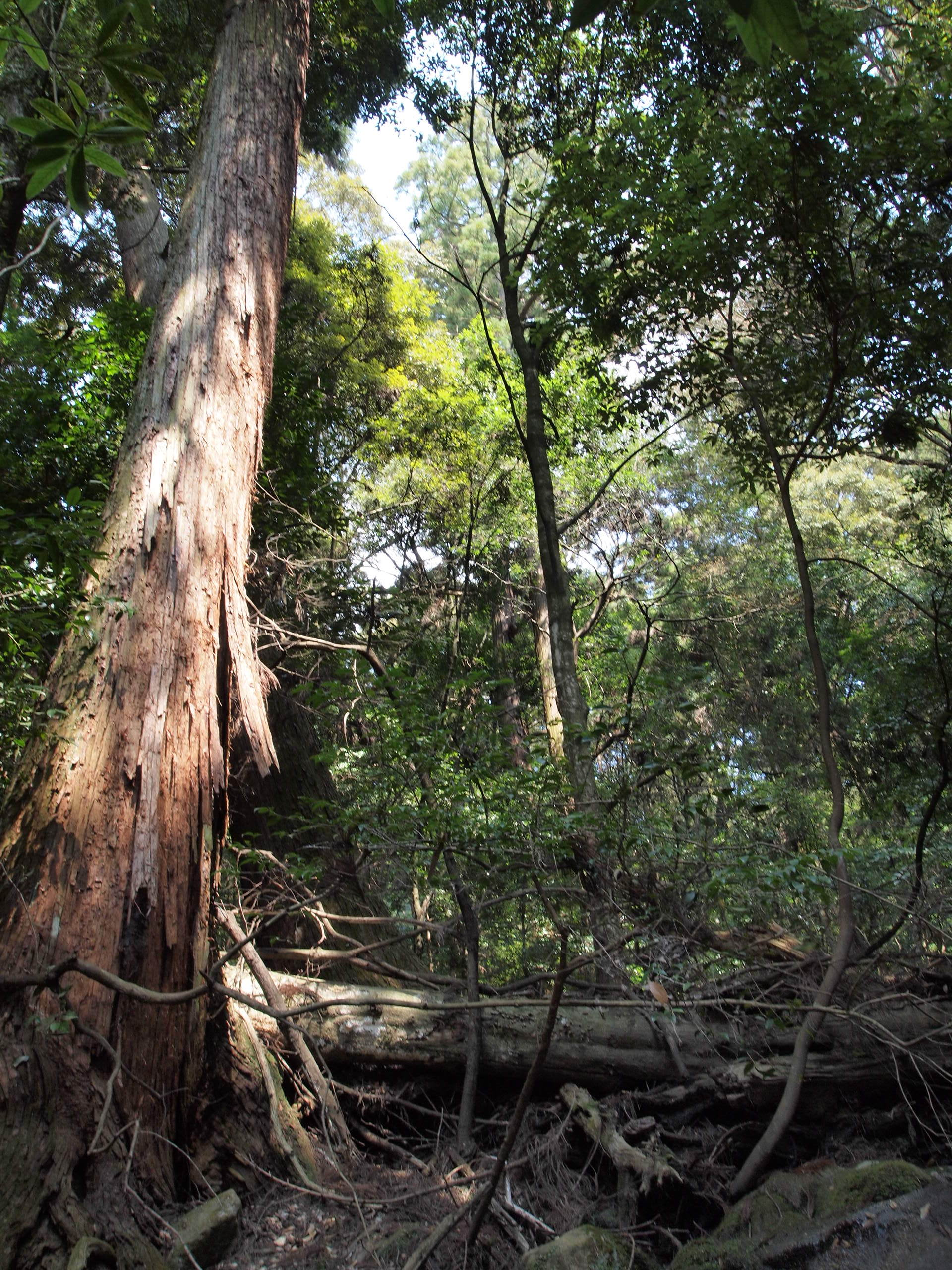

가스가 산 원시림(春日山原始林) 또는 가스가 산 원생림(春日山原生林)은 가스가타이샤의 산으로서 신성시되어 수목 벌채가 오랫동안 금지되어 왔기 때문에 원시림이 잘 보존되어있는 지역이다.
나라시에 근접해 원시림이 존재하는 것은 지극히 드문 일로 보호의 대상으로서, 특별 천연기념물로 지정되어 있으며 내부의 가스가 산의 조엽수림은 나라의 명승지로도 지정되어 있다. 또 고도 나라의 문화재의 일부로서 유네스코 세계유산에도 지정되어 있다.

## 같이 보기
- 일본의 세계유산